# Дунайский металлургический комбинат
Дунайский металлургический комбинат (прежнее название — Дунайский металлургический комбинат имени Сталина) — венгерское металлургическое предприятие, расположенное на берегу Дуная в Дунауйвароше.

## История
Строительство началось в 1950 году на основе советской технической документации, оборудование для строительства было поставлено из СССР.
Строительство предприятия на берегу Дуная позволяло использовать водный путь для поставки железной руды и коксующегося угля с Мечекского бассейна. В 1950—1957 годах были построены 2 доменные печи, мартеновский цех с 2 мартеновскими печами, силовая энергетическая установка, завод огнеупорного кирпича, цех коксования, обогатительная и агломерационная фабрики. В 1960 году при техническом содействии СССР введен в действие цех горячего проката, а в 1965 году цех холоднокатаного тонкого стального листа, благодаря чему был прекращен импорт тонколистовой стали в Венгрию. На полную мощность комбинат вышел в 1965 году. В 1968 году комбинат дал 40 % производства чугуна Венгрии, 30 % стали, порядка 30 % проката.
Коксовый газ, его производил цех коксования, использовался для бытовых нужд в городе Дунауйварош. Кроме того, в 1959—1960 годах был построен газопровод, по которому часть коксового газа поставлялась в Будапешт. Химический цех комбината производил серную кислоту, искусственные удобрения и другую химическую продукцию.
В 1965—1980 годах на комбинате было проведено расширение производства, что поставило его в ряд виднейших металлургических предприятий Венгрии. Его продукция широко использовалась в машиностроении, а именно на предприятиях «Ikarus», «Раба»; при строительстве систем нефте — и газопроводов (нефтепровод «Дружба»), а также для создания легких стальных конструкций в строительстве.
В 1973—1974 годах были введены в эксплуатацию две установки непрерывной разливки стали. В 1981—1982 годах было начато производство стали кислородно-конвертерным способом при постепенном сокращении мартеновского производства. Полностью оно было прекращено в 1992 году. В 1989 году было построено первое в Центральной Европе оборудование для прокатки полос с применением промежуточного перемоточного устройства.
В 1995 году комбинат «Дунаферр» стал ассоциированным членом «Юрофер», Европейской конфедерации производителей чугуна и стали.
В отличие от других металлургических предприятий Венгрии, сохранился после падения социализма, долго оставался в государственной собственности, а затем был приватизирован и вошёл в украинский холдинг «Индустриальный союз Донбасса».